# Vaejovis castanoae
Espèce
Vaejovis castanoae est une espèce de scorpions de la famille des Vaejovidae.

## Distribution
Cette espèce est endémique du Michoacán au Mexique. Elle se rencontre vers Marcos Castellanos.

## Description
Le mâle holotype mesure 39 mm et les femelles de 38,6 à 46,6 mm.

## Systématique et taxinomie
Cette espèce a été décrite par Contreras-Félix et Navarrete-Heredia en 2024.

## Étymologie
Cette espèce est nommée en l'honneur de Gabriela Castaño Meneses.

## Publication originale
- Contreras-Félix & Navarrete-Heredia, 2024 : « Hidden in the cracks, a new species of Scorpion from Michoacan, Mexico (Scorpiones: Vaejovidae). » Dugesiana, vol. 31, no 2, p. 159-173.